# تاريخ ليختنشتاين

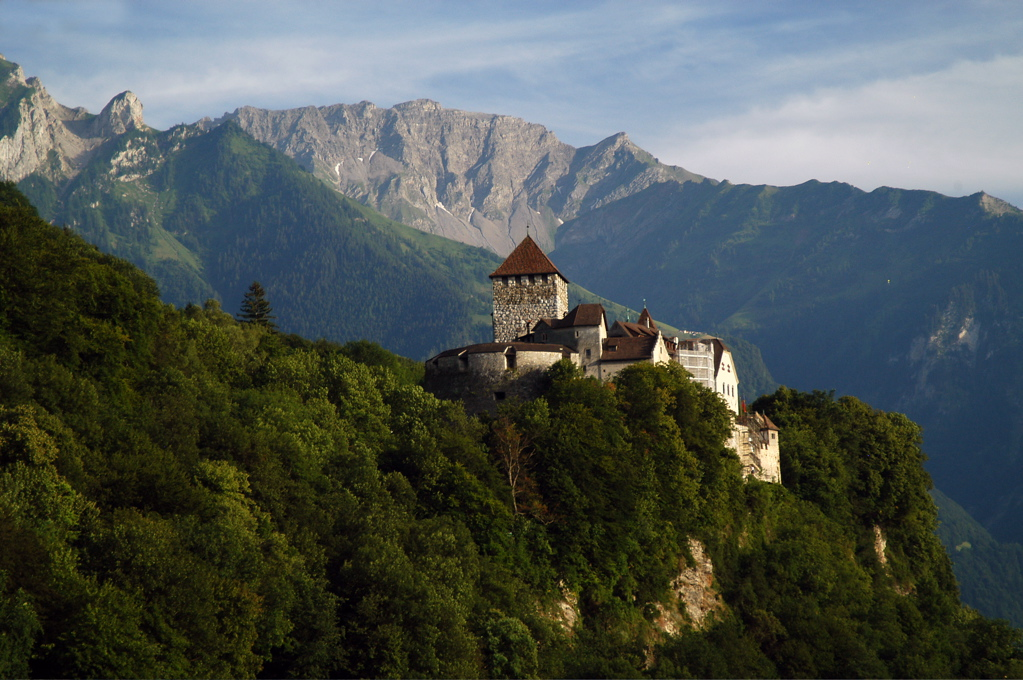

تاريخ ليختنشتاين يرجع تاريخ إمارة ليختنشتاين إلى عام 1719 حينما أصدر الإمبراطور كارل السادس مرسوما يقضي بتوحيد كونتية فادوز ولوردية شلنبيرغ وجعلهما إمارة يحكمها أنتون فلوريان، كان هذا الاجراء يهدف إلى السماح لنتون فلوريان بان يصبح عضوا في المجلس الإمبراطوري، وذلك لان أعضاء المجلس الإمبراطوري يجب ان يكونوا تابعين مباشرة للإمبراطور لا إلى نبلاء أخرين، وبذلك أصبح أنتون فلوريان أول امراء ليختنشتاين.